# Angelo Zorzi
Angelo Zorzi (Milán, Italia, 4 de mayo de 1890- Milán, 28 de diciembre de 1974) fue un gimnasta artístico italiano, dos veces campeón olímpico en Estocolmo 1912 y Amberes 1920 en el concurso por equipos "sistema europeo".

## Carrera deportiva
En los JJ. OO. de Estocolmo 1912 gana el oro en el concurso de equipos "sistema europeo", por delante de los húngaros y británicos.
Y en las Olimpiadas celebradas en Amberes (Bélgica) en 1920 consigue el oro en el concurso por equipos "sistema europeo", por delante de los belgas (plata) y franceses (bronce), y siendo sus compañeros de equipo los gimnastas: Arnaldo Andreoli, Ettore Bellotto, Pietro Bianchi, Fernando Bonatti, Luigi Contessi, Carlo Costigliolo, Luigi Costigliolo, Giuseppe Domenichelli, Roberto Ferrari, Luigi Cambiaso, Romualdo Ghiglione, Ambrogio Levati, Carlo Fregosi, Vittorio Lucchetti, Luigi Maiocco, Ferdinando Mandrini, Lorenzo Mangiante, Antonio Marovelli, Michele Mastromarino, Giuseppe Paris, Manlio Pastorini, Ezio Roselli, Paolo Salvi, Giovanni Tubino, Giorgio Zampori y Francesco Loi.